# Gran Trak 10
Gran Trak 10 is een computerspel dat werd ontwikkeld en uitgegeven door Atari. Het spel kwam in 1974 uit als arcadespel. Het spel is een racespel voor een persoon. Het was een van de eerste racespellen en tevens een van de eerste spellen die diode-gebaseerde ROM gebruikte voor opslag voor bijvoorbeeld: sprites van de auto, score, speltijd en circuit. Later kwam er een model op de markt dat met twee spelers gespeeld kon worden. Het spel wordt getoond met bovenaanzicht. Naast het stuurt heeft de speler ook de beschikking over een gaspedaal, een rem en vier versnellingen (drie vooruit en een achteruit). Het doel van het spel is tegen de klok te racen en zoveel als mogelijk punten te behalen.

## Ontvangst
| Beoordeeld door | Jaar | Score |
| --------------- | ---- | ----- |
| All Game Guide  | 1998 | 70%   |

## Vervolgen
Het spel kreeg verschillende vervolgen:
| Uitgever  | Spel                                                                                   |
| --------- | -------------------------------------------------------------------------------------- |
| Atari     | Gran Trak 20, Le Mans, Sprint 4, Sprint 8, Championship Sprint, Super Sprint, Badlands |
| Kee Games | Formula K, Twin Racer, Indy 800, Sprint 2, Sprint 1                                    |
| Taito     | Fisco 400                                                                              |

## Trivia
- Het gewicht van de machine is volgens de brochure 181 kg.